# Heihačiró Tógó
Heihačiró Tógó (japonsky: 東郷 平八郎, Tógó Heihačiró; 27. leden 1848 – 30. květen 1934) byl japonský admirál přezdívaný též Japonský Nelson. Je považován za otce moderního japonského válečného námořnictva.

## Dětství a raná kariéra

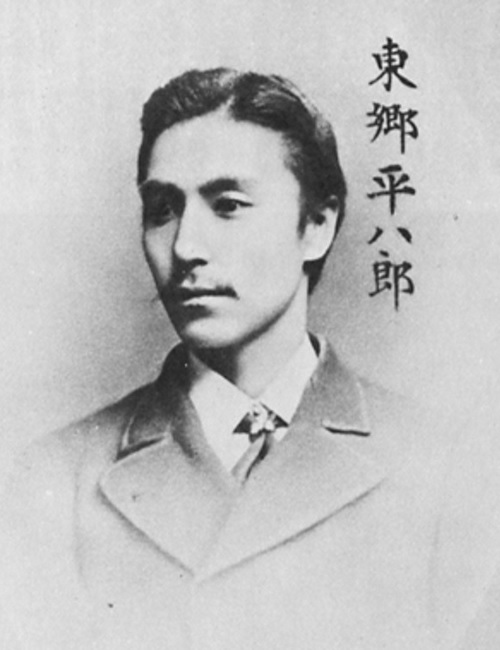
Tógó během studií v Evropě v roce 1877

Narodil se na ostrově Kjúšú ve městě Kagošima jako syn samuraje. Do námořnictva vstoupil v roce 1866. Jako dělostřelec loďstva knížete ze Sacumy se zúčastnil bojů proti šógunátu v občanské válce. Sloužil na vlajkové lodi Kasuga a získal si zásluhy v boji s vlajkovou lodí šógunského admirála Takeaki Enomotoa.
Po konci občanské války a rozpuštění knížecích loďstev vstoupil Tógó do císařského námořnictva. Roku 1871 dostal hodnost podporučíka a posléze byl s několika dalšími důstojníky vyslán na studia do Anglie a k britskému královskému námořnictvu. Posléze studoval vyšší matematiku na University of Cambridge a dohlížel na stavbu a výpravu válečné lodi Fusó, kterou si Japonsko nechalo postavit v loděnicích Poplar v Londýně. Po sedmi letech v zahraničí se na její palubě vrátil domů. Půldruhého roku po návratu byl povýšen na korvetního kapitána a jako první důstojník přidělen na císařskou loď Šingei. Roku 1881 se oženil. Týž rok byl převelen na loď Amagi. Roku 1882 vedl pozemní část expedice, která měla znovu dosadit do funkce japonského velvyslance v Koreji.

## Kapitán
Roku 1883 dostal svoji první loď, Daini Teihu. S ní až do poloviny dalšího roku hlídkoval v Japonském moři. V roce 1884 dostal velení na Amagi a připojil se ke Střední flotile admirála Macumury, která podporovala akce mocností proti povstání v Číně.
Roku 1885 se stal fregatním kapitánem a dohlížel v loděnicích Onahama na stavbu lodi Jamato, na níž po jejím spouštění na moře převzal velení spolu s hodností kapitána. Krátce poté byl ale pro zdravotní potíže velení zproštěn a musel se dlouho léčit (revmatická artritida). Do služby se vrátil 1890 jako náčelník štábu velitele námořní základny v Kure.
Roku 1893 převzal velení na chráněném křižníku Naniwa, ale posléze byl vystřídán a vrátil se do Kure jako velitel základny.

## Čínsko-japonská válka
V půli roku 1894 opět přebral vedení na Naniwě. Těžce poškodil a zahnal na útěk čínský křižník Čchi-Jüan (byly to první výstřely první čínsko-japonské války) a potopil britský parník v čínských službách Koušing. To vše před vyhlášením války Japonska Číně.
Krátce poté se zúčastnil bitvy v Čínském moři. Po ní vedl malou eskadru lehkých lodí operující okolo pobřeží Číny a podporující pozemní vojska. V únoru 1895 hrál významnou úlohu v námořním útoku na přístav Weihaiwei, kde se skrývala velká část čínské flotily. Na konci války a po kapitulaci Číny vedl Tógó invazi na Tchaj-wan a stal se členem nejvyšší vojensko-námořní rady. Dále se ještě téhož roku stal členem admirálské rady a vojenského technického námořního výboru a obdržel spoustu vyznamenání.
Roku 1896 se stal velitelem námořní základny Sasebó. Ve volném čase začal věnovat velkou pozornost Cušimskému průlivu, který považoval za velmi důležitý pro budoucí válečné akce Japonska a velice dobře si jej prostudoval. V této době se též zúčastnil tažení proti povstání boxerů v Číně, přičemž si pečlivě prostudoval své spolubojovníky a dospěl k závěru, že ruské loďstvo není ani zdaleka tak silné, jak se tváří, což shledal potěšujícím.

## Rusko-japonská válka

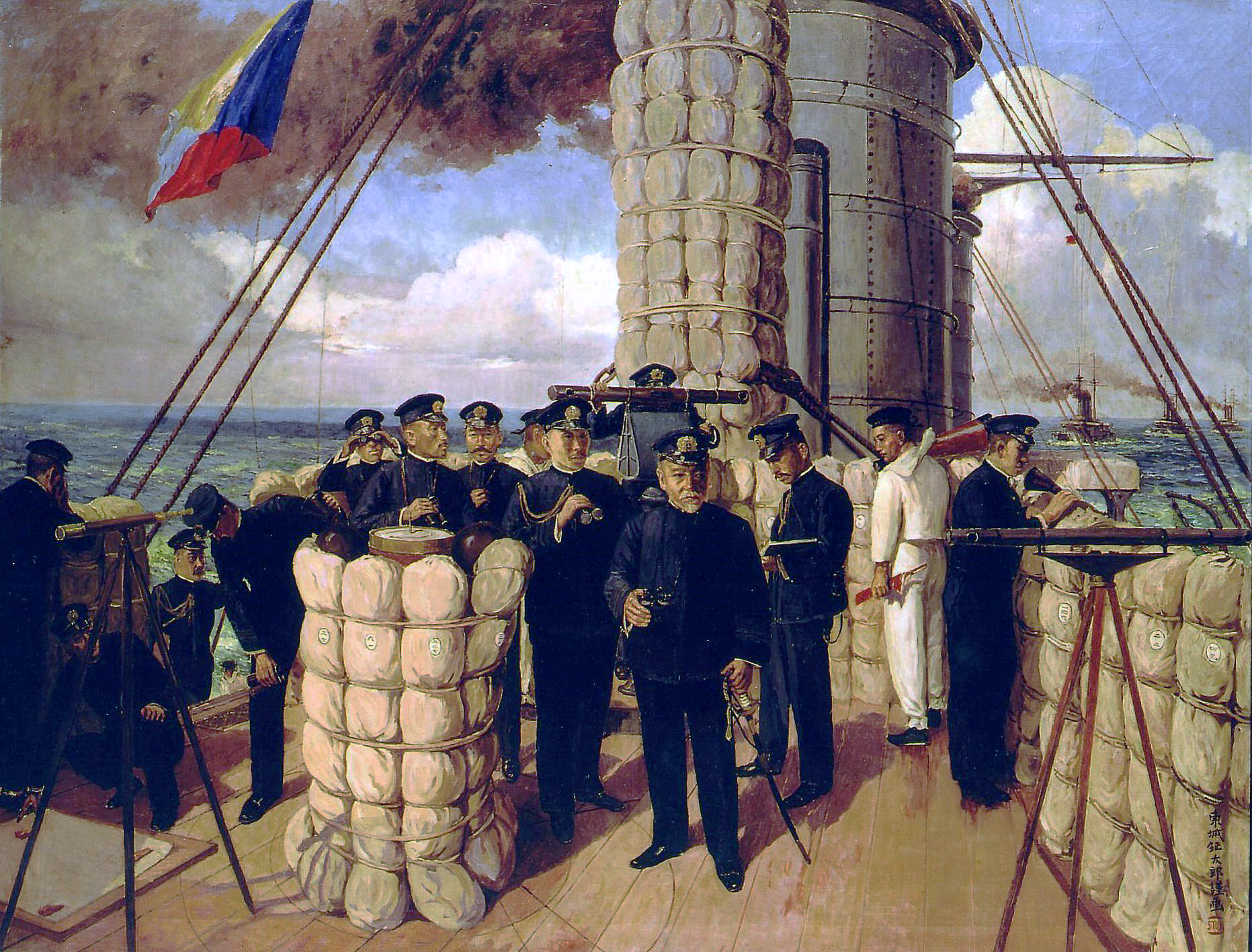
Admirál Tógó na můstku bitevní lodi Mikasa na začátku Bitvy u Cušimy v roce 1905

V roce 1902 byl jmenován velitelem nové námořní základny Maizuru, umístěné přímo proti Vladivostoku. Koncem roku 1903 byl jmenován velitelem Spojeného loďstva a byl pověřen přípravou na válku s Ruskem, která již byla považována za nevyhnutelnou. Za vlajkovou loď si zvolil Mikasu. Když selhala jednání s Ruskem o dohodě ohledně oblastí Mandžuska a Koreje, kde spolu obě mocnosti soutěžily o vliv, dostal Tógó 5. února 1904 příkaz k zahájení válečných operací. Na druhý den jeho loďstvo vyplulo. Poté, co zničil nebo zahnal hlídkující eskadry nepřítele a umožnil vylodění pozemních jednotek u Čepula v Koreji, Tógó zaútočil na přístav Port Arthur, který byl hlavní základnou ruského námořnictva. Tato bitva však skončila patem poté, co ruské loďstvo zůstalo skryto v přístavu a pozemní pevnosti připravily japonskému loďstvu veliké potíže, takže Tógó musel útok odvolat. Následně se pokusil uzavřít přístav potopením nákladních lodí u vjezdu do něj, ale tento pokus selhal.
Krátce poté dorazil do přístavu nový velitel Tichomořské flotily, admirál Makarov, který se proslavil drtivým vítězstvím nad tureckým loďstvem v bitvě u Batumi, velký vzor admirála Tógó a nepochybně nejobávanější z tehdejších admirálů ruského námořnictva. Po několika nepříliš vážných střetech, kdy se oba protivníci navzájem provokovali a pokoušeli se vydráždit protivníka k něčemu ukvapenému a po několika neúspěšných opakováních pokusu uzavřít přístav, se Tógó rozhodl použít lsti. Nařídil minolovkám naklást před přístavem miny a pokusit se nepřítele do nich vylákat. A admirál Makarov se dopustil chyby. Ačkoliv se jednalo o jeho vlastní nápad, sice nevyzkoušený ale výslovně zmiňovaný v jeho knihách, při výpadu z přístavu vjel do připraveného minového pole a zahynul i se svou vlajkovou lodí. Jeho smrt byla šokem pro Tichomořské loďstvo a zcela zlomila jeho odhodlání pokračovat v boji.
10. srpna 1904 se admirál Vitgeft pokusil uniknout z přístavu a jeho loďstvo utrpělo těžkou porážku v bitvě ve Žlutém moři. Celá bitva se vlastně vyvíjela v neprospěch Japonska až do chvíle, kdy japonští dělostřelci dvakrát zasáhli můstek vlajkové lodi a zabili admirála Vitgefta a celý jeho štáb. Navíc poškodili ovládání kormidla a vlajková loď ruské flotily začala zmateně kroužit po hladině se signálem následujte mne na stěžni. Než se povedlo zavést pořádek, byla bitva ztracena. Jen části loďstva se podařilo uniknout zpět do Port Arthuru. Zde byla později zničena vojskem obléhajícím přístav.
27. května 1905 rozdrtil v bitvě u Cušimy 2. Tichomořskou eskadru admirála Rožestvenského, čímž rozhodl rusko-japonskou válku.

## Konec kariéry

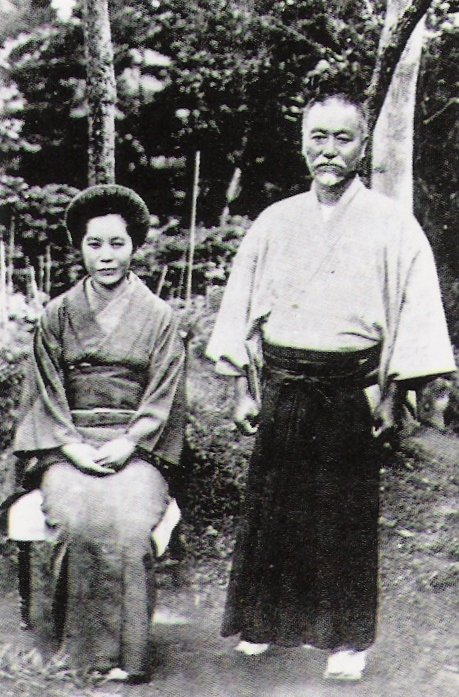
Admirál Tógó se svou ženou Tecu v roce 1913

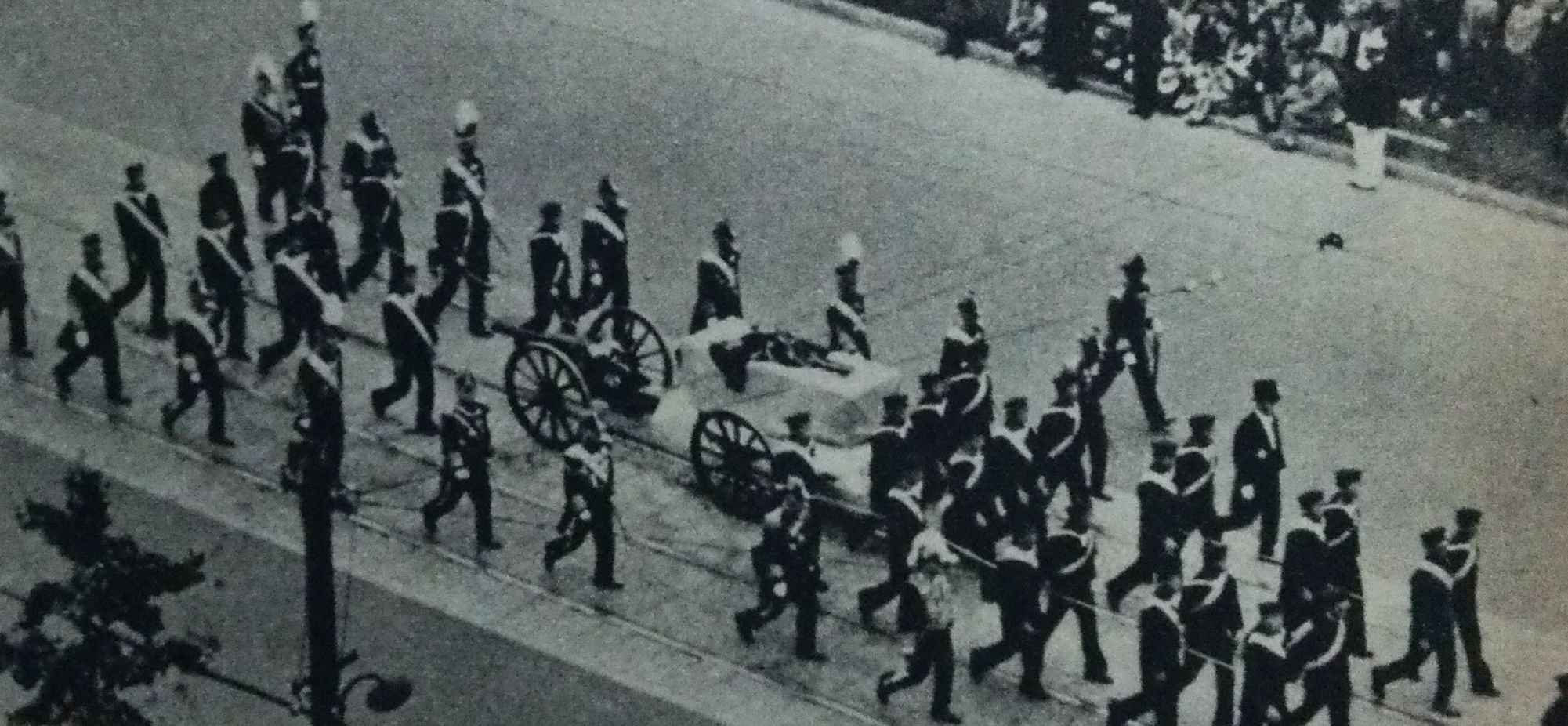
Státní pohřeb admirála Tógó

Koncem roku 1905 byl japonský národní hrdina Tógó, na jehož počest se skládaly básně, jmenován náčelníkem generálního štábu, kteroužto funkci si udržel až do konce roku 1909. Roku 1912 odešel do výslužby, ale na žádost císaře vzápětí přijal roli vychovatele jeho syna Hirohita, kterou vykonával až do roku 1920. Až do své smrti se nepřestal vyslovovat k vojenskonámořním záležitostem a byl považován za nejvýznačnějšího stoupence strany války. Po své smrti roku 1934 se stal prvním nečlenem císařské rodiny, kterému byl v Japonsku vypraven státní pohřeb.